# Nocek Brandta
Nocek Brandta (Myotis brandtii) – gatunek ssaka z podrodziny nocków (Myotinae) w obrębie rodziny mroczkowatych (Vespertilionidae).

## Taksonomia
Gatunek po raz pierwszy zgodnie z zasadami nazewnictwa binominalnego opisał w 1845 roku niemiecki przyrodnik Eduard Friedrich Eversmann nadając mu nazwę Vespertilio Brandtii. Holotyp pochodził z Orenburga, w Rosji. 
Myotis brandtii należy do podrodzaju Pizonyx i grupy gatunkowej brandtii (wraz z M. sibiricus). Wydaje się być taksonem siostrzanym M. sibiricus (który we wcześniejszych ujęciach systematycznych był traktowany jako podgatunek M. brandtii jako M. b. gracilis), ale są one bardzo rozbieżne. Oba gatunki są bardzo osobliwie osadzone w kladzie Myotis z Nowego Świata, chociaż dokładna pozycja M. brandtii i M. sibiricus w odniesieniu do kladu Myotis z Nowego Świata wciąż nie jest do końca jasna. Autorzy Illustrated Checklist of the Mammals of the World uznają ten gatunek za monotypowy. 

### Etymologia
- Myotis: gr. μυς mus, μυός muos „mysz”; ους ous, ωτος ōtos „ucho”[10].
- brandtii: Johann Friedrich Brandt (1802–1879), pruski zoolog w służbie rosyjskiej, podróżnik po Syberii[11].

## Zasięg występowania
Nocek Brandta występuje w północnej i środkowej Europie od południowej części Półwyspu Fennoskandzkiego i Wielkiej Brytanii po południowo-wschodnią Europę i zachodnią Syberię, z izolowanymi populacjami w środkowych Włoszech, Turcji, Kaukazie i środkowej Azji. Dokładny zasięg zoogeograficzny jest niepewny z powodu pomyłek z nockiem wąsatkiem (M. mystacinus).

## Morfologia
Długość ciała (bez ogona) 39–51 mm, długość ogona 32–44 mm, długość ucha 12–17 mm, długość tylnej stopy 7–9 mm, długość przedramienia 33–38,2 mm; masa ciała 5–7 g. Gatunek o niewielkich rozmiarach. Sierść na grzbiecie brunatna z jaśniejszymi (u dorosłych osobników złocistymi) końcami, na brzuchu jaśniejsze. Pyszczek oraz ucho i błony lotne ciemnobrązowe lub czarniawe, jaśniejsze niż u podobnego nocka wąsatka. Koziołek typu  nożowatego, sięgający połowy długości ucha. Błona jest przyczepiona do nasady palców. Ostroga sięga do połowy długości odległości między piętą a ogonem. Na zewnętrznym brzegu ucha znajduje się wycięcie. Poza ostrogę może wystawać mały fałd skórny, mający zwykle nie więcej jak 1 mm. Koniec ogona wystaje poza błonę ogonową na 1 mm. Wzór zębowy: I {\displaystyle {\tfrac {2}{3}}} C {\displaystyle {\tfrac {1}{1}}} P {\displaystyle {\tfrac {3}{3}}} M {\displaystyle {\tfrac {3}{3}}} = 38. Kariotyp wynosi 2n = 44 i FNa = 52 w Niemczech.

## Środowisko i tryb życia
Gatunek borealny, o centrum zasięgu w strefie tajgi, sięgający znacznie dalej na północ niż nocek wąsatek Preferuje zalesione tereny nizinne. Jego letnimi kryjówkami są głównie budynki i skrzynki dla nietoperzy (zwłaszcza płaskie, o wąskim, szczelinowym otworze), niekiedy również dziuple drzew. W budynkach spotykany zarówno w szczelinach dachu i ścian, jak i za okiennicami – w miejscach tych tworzy nieraz duże kolonie rozrodcze (samic z młodymi). Zimą spotykany jest w podziemiach, zarówno naturalnych, jak i sztucznych. Odżywia się drobnymi owadami (głównie muchówkami), zwykle chwytanymi w locie, w niewielkiej odległości od drzew i innych, pionowych przeszkód. Dożywa 41 lat, co stanowi rekord wieku osobniczego wśród nietoperzy.

## Ochrona
W Polsce jest objęty ścisłą ochroną gatunkową oraz wymagający ochrony czynnej, dodatkowo obowiązuje zakaz fotografowania, filmowania lub obserwacji, mogących powodować płoszenie lub niepokojenie. 